# Восточные сказки (альбом)
«Восточные сказки» — шестой студийный альбом российской группы «Блестящие».

## История выхода альбома
Восьмой альбом группы «Блестящие».
Альбом был записан в одиннадцатом составе группы: Ксения Новикова, Юлия Ковальчук, Анна Семенович и Надежда Ручка. Это единственный альбом записанный с данным составом. Саунд-продюсеры альбома — Андрей Грозный и Сергей Харута.
Альбом записывался в течение двух лет: с 2003 по 2005 годы и был выпущен на лейбле CD Land. В него вошли шесть синглов и три бонус-трека, одним из которых является ремикс на «Апельсиновую песню», записанный в девятом составе группы, в котором солировала Жанна Фриске. Заглавная песня альбома «Восточные сказки» была записана совместно с певцом Arash. Также в альбом вошла кавер-версия песни группы «Самоцветы» — «Налетели вдруг дожди».
За первые 6 месяцев в России было продано более 70.000 копий альбома, и около 100.000 копий в странах СНГ.

## Реакция критики
Виктор Шкурдюк из агентства InterMedia отметил на диске его заглавную композицию, в которой участницы группы «заигрывают с восточными мотивами и восточной же звездой тинейджерских журналов по имени Араш». Также он отметил и сингл «Пальмы парами». Однако по мнению рецензента, «малоизвестные пункты трек-листа с вероятностью в 95 процентов окажутся хуже своих раскрученных соседей по диску», и что «после шестого трека слушатель начинает скучать». Плюсом альбома автор рецензии посчитал композиции «Капитан дальнего плаванья», «Оперуполномоченный» и «Брат мой десантник», которые идут друг за другом. Рецензент посчитал это очень концептуальным, сказав, что «девичий квартет гарантировал себе дружбу с силовиками со всеми вытекающими последствиями в виде приглашений на шефские концерты».

## Список композиций
| №                   | Название                               | Текст песни         | Музыка              | Длительность |
| ------------------- | -------------------------------------- | ------------------- | ------------------- | ------------ |
| 1.                  | «Восточные сказки» (при участии Arash) | Татьяна Иванова     | Араш Лабафзаде      | 3:25         |
| 2.                  | «Пальмы парами»                        | Татьяна Иванова     | Андрей Грозный      | 4:03         |
| 3.                  | «Агент 007»                            | Екатерина Ракова    | Андрей Грозный      | 3:36         |
| 4.                  | «Эй, алло ау!»                         | Татьяна Иванова     | Андрей Грозный      | 3:36         |
| 5.                  | «Как звезда»                           | Татьяна Иванова     | Андрей Грозный      | 3:32         |
| 6.                  | «Поверила»                             | Татьяна Иванова     | Андрей Грозный      | 3:43         |
| 7.                  | «Капитан дальнего плавания»            | Татьяна Иванова     | Андрей Грозный      | 3:49         |
| 8.                  | «Оперуполномоченный»                   | Татьяна Иванова     | Андрей Грозный      | 4:32         |
| 9.                  | «Брат мой десантник»                   | Татьяна Иванова     | Андрей Грозный      | 3:53         |
| 10.                 | «Налетели вдруг дожди»                 | Владимир Харитонов  | Давид Тухманов      | 3:56         |
| 11.                 | «Новогодняя песня»                     | Татьяна Иванова     | Андрей Грозный      | 4:08         |
| Общая длительность: | Общая длительность:                    | Общая длительность: | Общая длительность: | 42:13        |

| №                   | Название                          | Длительность |
| ------------------- | --------------------------------- | ------------ |
| 1.                  | «Venferov & Fedoroff & Блестящие» | 3:33         |
| 2.                  | «Новогодняя песня» (remix)        | 3:56         |
| 3.                  | «Апельсиновая песня» (remix)      | 3:30         |
| Общая длительность: | Общая длительность:               | 10:59        |

## Участники записи
- Ксения Новикова — вокал (1—13)
- Юлия Ковальчук — вокал (1—13)
- Анна Семенович — вокал (1—5, 7—14), бэк-вокал (6)
- Надежда Ручка — вокал (1—5, 7—13), бэк-вокал (6, 10)
- Жанна Фриске — вокал (13)